# Leptodesmus propinquus
Leptodesmus propinquus är en mångfotingart som beskrevs av Demange 1985. Leptodesmus propinquus ingår i släktet Leptodesmus och familjen Chelodesmidae. Inga underarter finns listade i Catalogue of Life.